# Harley-Davidson: The Road to Sturgis
Harley-Davidson: The Road to Sturgis es un videojuego de carreras desarrollado por Incredible Technologies y publicado por Mindscape en 1989. El objetivo del juego es llegar al rally anual de motocicletas en Sturgis en 10 días. Para llegar hay que circular por la autopista, esquivando obstáculos y deteniéndose en boxes.

## Jugabilidad
Estás a solo 10 días de la gran fiesta de lanzamiento de bicicletas que tendrá lugar en Sturgis South Dakota, ¡y estás a millas de distancia!
Conduces tu Harley por el campo abierto para llegar a tiempo. Debes esquivar rocas caídas, automóviles, dejar atrás a la policía y rescatar a algunas mujeres rebeldes con problemas de coche en el camino.
Durante la aventura, se te pedirá que actualices tu motocicleta, participas en eventos de ciclismo en las ciudades locales y hablas con los nativos en las tiendas locales.
Una vez que llegas a Sturgis, ¡comienza la verdadera diversión!

## Recepción
El juego recibió críticas variadas después de su lanzamiento, algunos jugadores citaron los gráficos como mejores que el promedio, y otros se sintieron decepcionados por la rapidez con la que el juego se volvió "tedioso" y "repetitivo" y podría ser superado.